# Заринский сельсовет (Ставропольский край)
Заринский сельсовет — упразднённое сельское поселение в Левокумском районе Ставропольского края Российской Федерации.
Административный центр — посёлок Заря.

## История
Статус и границы сельского поселения установлены Законом Ставропольского края от 4 октября 2004 год № 88-КЗ «О наделении муниципальных образований Ставропольского края статусом городского, сельского поселения, городского округа, муниципального района».
С 16 марта 2020 года, в соответствии с Законом Ставропольского края от 31 января 2020 г. № 10-кз, все муниципальные образования Левокумского муниципального района были преобразованы путём их объединения в единое муниципальное образование Левокумский муниципальный округ.

## Население
| 1989  | 2002  | 2010  | 2011  | 2012  | 2013  | 2014  |
| ----- | ----- | ----- | ----- | ----- | ----- | ----- |
| 1801  | ↗1948 | ↘1785 | ↘1782 | ↗1784 | ↘1765 | ↘1753 |
| 2015  | 2016  | 2017  | 2018  | 2019  | 2020  |       |
| ↘1699 | ↘1667 | ↘1653 | →1653 | ↘1642 | ↘1637 |       |

### Национальный состав
По итогам переписи населения 2010 года проживали следующие национальности (национальности менее 1 %, см. в сноске к строке "Другие"):
| Национальность | Численность | Процент |
| -------------- | ----------- | ------- |
| Русские        | 1500        | 84,03   |
| Даргинцы       | 97          | 5,43    |
| Езиды          | 89          | 4,99    |
| Аварцы         | 24          | 1,34    |
| Азербайджанцы  | 19          | 1,06    |
| Армяне         | 18          | 1,01    |
| Другие         | 38          | 2,13    |
| Итого          | 1785        | 100,00  |

## Состав сельского поселения
| № | Населённый пункт | Тип населённого пункта          | Население |
| - | ---------------- | ------------------------------- | --------- |
| 1 | Заря             | посёлок, административный центр | ↘1542     |
| 2 | Первомайский     | хутор                           | ↗233      |